# Josef Graf (Bischof)

Bischofswappen von Josef Graf

Josef Graf (* 30. Juni 1957 in Riedenburg) ist ein deutscher Theologe und Weihbischof im Bistum Regensburg.

## Leben
Josef Graf studierte Katholische Theologie und Philosophie in Regensburg und der Päpstlichen Universität Gregoriana in Rom. Am 10. Oktober 1983 empfing er in Rom die Priesterweihe. Nach seinem Kaplanat absolvierte er in Rom ein Promotionsstudium an der Päpstlichen Universität Gregoriana und wurde 1990 mit einer Arbeit über die Theologie von Gottlieb Söhngen zum Dr. theol. promoviert. 1987 wurde er Urmitglied der katholischen Studentenverbindung KAV Capitolina Rom im CV und in Regensburg schließlich Mitglied der KDStV Rupertia Regensburg, bei der er bis 2022 das Amt des Verbindungsseelsorger innehatte. 1989 wurde er zum Spiritual des Priesterseminars Regensburg ernannt. Papst Benedikt XVI. ernannte ihn 2007 zum Ehrenkaplan Seiner Heiligkeit (Monsignore). 2010 wurde er in Regensburg in den Deutschen Orden investiert und gehört der Komturei „An der Donau“ an.
Papst Franziskus ernannte ihn am 24. April 2015 zum Titularbischof von Inis Cathaig und bestellte ihn zum Weihbischof in Regensburg. Am 7. Juni 2015 empfing Graf im Regensburger Dom durch Bischof Rudolf Voderholzer die Bischofsweihe. Als Mitkonsekratoren wirkten der Bischof der Nachbardiözese Pilsen, František Radkovský, sowie der Regensburger Weihbischof Reinhard Pappenberger. Ferner nahmen zahlreiche andere Bischöfe aus dem In- und Ausland an dem Weihegottesdienst teil, darunter der frühere Bischof von Regensburg und Präfekt der Kongregation für die Glaubenslehre, Gerhard Kardinal Müller, sowie der Erzbischof von Prag, Dominik Kardinal Duka.
Josef Graf gehört der Glaubenskommission, der Kommission für Geistliche Berufe und Kirchliche Dienste, der Unterkommission Bioethik und der Unterkommission für Mittel- und Osteuropa (insbes. Renovabis) (eine Unterkommission der Kommission Weltkirche (X)) der Deutschen Bischofskonferenz an.

## Positionen
Graf gehört zu der 15%igen Minderheit der deutschen Bischöfe, die eine Frauenordination immer noch ausdrücklich ablehnen; auf dem Synodalen Weg in Deutschland stimmte er 2022 und 2023 sowohl gegen eine Überprüfung des Ausschlusses der Frauen vom Priesteramt durch den Vatikan als auch gegen den Zugang der Frauen zum Diakonat, der niedrigsten Ordinationsstufe.